# Copa del Mundo de ciclismo en pista de 2016-2017
La 25.ª edición de la Copa del Mundo de ciclismo en pista para el año 2016-2017 fue una serie de varias competencias de Ciclismo en pista realizado entre el 4 de noviembre de 2016 y el 26 de febrero de 2017 bajo la organización de la Unión Ciclista Internacional (UCI).
Para esta temporada se realizaron cuatro competencias en diferentes países en la categoría CDM. 

## Pruebas
| Fecha                         | Lugar       |
| ----------------------------- | ----------- |
| 4 al 6 de noviembre de 2016   | Glasgow     |
| 11 al 13 de noviembre de 2016 | Apeldoorn   |
| 17 al 19 de febrero de 2017   | Cali        |
| 25 y 26 de febrero de 2017    | Los Ángeles |

La temporada de la Copa del Mundo consiste en cuatro rondas o etapas, en Glasgow (Gran Bretaña), Apeldoorn (Países Bajos), Cali (Colombia) y Los Ángeles (Estados Unidos).

### Glasgow, Gran Bretaña
La primera ronda tuvo como sede a Glasgow. La competencia se disputó durante tres días entre el 4 y el 6 de noviembre de 2016 en el Arena Commonwealth y Velódromo Sir Chris Hoy. Glasgow retornó al calendario estando ausente desde 2013. La ciudad volverá a ser sede de la Copa del Mundo de ciclismo en pista en el 2018.

### Apeldoorn, Países Bajos
La segunda ronda se disputó en Apeldoorn, durante el 11 y el 13 de noviembre de 2016 en el Omnisport Apeldoorn.
Apeldoorn fue sede del Campeonato Europeo de Ciclismo en Pista de 2011 y del 2013 y también previamente del Campeonato Mundial de Ciclismo en Pista de 2011.

### Cali, Colombia
La tercera ronda se disputó en la ciudad de Cali, la tercera ciudad en importancia de Colombia y el lugar más utilizado para la serie de Copa del Mundo, siendo junto con esta la edición catorce que se disputa en la ciudad. La competencia se realizó durante tres días del 17 al 19 de febrero de 2017 en el Velódromo Alcides Nieto Patiño. Este velódromo fue recientemente sede del Campeonato Mundial de Ciclismo en Pista de 2014.

### Los Ángeles, Estados Unidos
La cuarta y última ronda de la Copa del Mundo se realizó en Los Ángeles durante los días del 25 y 26 de febrero de 2017 en el VELO Sports Center. La ciudad de Los Ángeles retorna a la Copa del Mundo por primera vez desde el 2008.

## Resultados

### Masculinos
| Evento                                    | Ganador                                                                 | Segundo                                                                  | Tercero                                                               |
| Glasgow (4 al 6 de noviembre de 2016)     | Glasgow (4 al 6 de noviembre de 2016)                                   | Glasgow (4 al 6 de noviembre de 2016)                                    | Glasgow (4 al 6 de noviembre de 2016)                                 |
| ----------------------------------------- | ----------------------------------------------------------------------- | ------------------------------------------------------------------------ | --------------------------------------------------------------------- |
| Velocidad Detalles                        | Kamil Kuczyński                                                         | Pavel Yakushevskiy                                                       | Andriy Vynokurov                                                      |
| Velocidad por equipos Detalles            | Gran Bretaña Jack Carlin Ryan Owens Joseph Truman                       | Francia Sebastien Vigier Benjamin Edelin Quentin Lafargue                | Polonia Maciej Bielecki Mateusz Rudyk Kamil Kuczyński                 |
| Persecución Individual Detalles           | Sylvain Chavanel                                                        | Daniel Staniszewski                                                      | Dion Beukeboom                                                        |
| Persecución por equipos Detalles          | Gran Bretaña Mark Stewart Kian Emadi Andrew Tennant Oliver Wood         | Francia Benjamin Thomas Sylvain Chavanel Corentin Ermenault Adrien Garel | Canadá Adam Jamieson Aidan Caves Jay Lamoureux Bayley Simpson         |
| Keirin Detalles                           | Tomáš Bábek                                                             | Vasilijus Lendel                                                         | Lewis Oliva                                                           |
| Carrera por puntos Detalles               | Cameron Meyer                                                           | Benjamin Thomas                                                          | Sam Harrison                                                          |
| Scratch Detalles                          | Robbe Ghys                                                              | Maxim Piskunov                                                           | Ivo Oliveira                                                          |
| Madison Detalles                          | España Sebastián Mora Albert Torres                                     | Australia Cameron Meyer Callum Scotson                                   | Bélgica Kenny De Ketele Moreno De Pauw                                |
| Apeldoorn (11 al 13 de noviembre de 2016) |                                                                         |                                                                          |                                                                       |
| Velocidad Detalles                        | Andriy Vynokurov                                                        | Kamil Kuczyński                                                          | Sebastien Vigier                                                      |
| Velocidad por equipos Detalles            | Gran Bretaña Jack Carlin Ryan Owens Joseph Truman                       | Francia Sebastien Vigier Benjamin Edelin Quentin Lafargue                | Alemania Robert Förstemann Eric Engler Tobias Wächter                 |
| Persecución por equipos Detalles          | Canadá Adam Jamieson Aidan Caves Jay Lamoureux Bayley Simpson           | Bélgica Moreno De Pauw Kenny De Ketele Robbe Ghys Gerben Thijssen        | Francia Benjamin Thomas Morgan Kneisky Louis Pijourlet Adrien Garel   |
| Keirin Detalles                           | Tomáš Bábek                                                             | Andriy Vynokurov                                                         | Juan Peralta Gascon                                                   |
| Scratch Detalles                          | Raman Ramanau                                                           | Christopher Latham                                                       | Moreno De Pauw                                                        |
| Carrera por puntos Detalles               | Mark Downey                                                             | Morgan Kneisky                                                           | Sultanmurat Miraliyev                                                 |
| Madison Detalles                          | Bélgica Robbe Ghys Kenny De Ketele                                      | Italia Francesco Lamon Simone Consonni                                   | Gran Bretaña Mark Stewart Oliver Wood                                 |
| Ómnium Detalles                           | Szymon Sajnok                                                           | Albert Torres                                                            | Benjamin Thomas                                                       |
| Cali (17 al 19 de febrero de 2017)        |                                                                         |                                                                          |                                                                       |
| Velocidad Detalles                        | Denis Dmitriev                                                          | Max Niederlag                                                            | Pavel Yakushevskiy                                                    |
| Velocidad por equipos Detalles            | Alemania Robert Förstemann Eric Engler Maximilian Dörnbach              | Polonia Maciej Bielecki Mateusz Rudyk Michał Lewandowski                 | Rusia Pavel Yakushevskiy Kirill Samusenko Aleksei Tkachev             |
| Persecución por equipos Detalles          | Dinamarca Niklas Larsen Julius Johansen Frederik Madsen Casper Pedersen | Lokosphinx Alexander Evtushenko Sergey Shilov Dmitri Sokolov Mamyr Stash | Rusia Evgeny Kovalev Vladislav Kulikov Alexey Kurbatov Andrey Sazanov |
| Keirin Detalles                           | Fabián Puerta                                                           | François Pervis                                                          | Tomáš Bábek                                                           |
| Omnium Detalles                           | Sam Welsford                                                            | Lindsay De Vylder                                                        | Casper von Folsach                                                    |
| 1Km contrarreloj Detalles                 | Krzysztof Maksel                                                        | Maximilian Dörnbach                                                      | Tomáš Bábek                                                           |
| Carrera por puntos Detalles               | Mark Downey                                                             | Niklas Larsen                                                            | Robbe Ghys                                                            |
| Madison Detalles                          | Dinamarca Casper von Folsach Niklas Larsen                              | Irlanda Felix English Mark Downey                                        | Rusia Andrey Sazanov Viktor Manakov                                   |
| Los Ángeles (25 y 26 de febrero de 2017)  |                                                                         |                                                                          |                                                                       |
| Velocidad Detalles                        | Denis Dmitriev                                                          | Max Niederlag                                                            | Sam Michael Webster                                                   |
| Velocidad por equipos Detalles            | Nueva Zelanda Edward Dawkins Sam Michael Webster Ethan Mitchell         | Alemania Eric Engler Max Niederlag Erik Balzer                           | Polonia Krzysztof Maksel Mateusz Rudyk Maciej Bielecki                |
| Keirin Detalles                           | Fabián Puerta                                                           | Hugo Barrette                                                            | Muhammad Shah Firdaus                                                 |
| Omnium Detalles                           | Szymon Sajnok                                                           | Campbell Stewart                                                         | Sang-Hoon Park                                                        |
| Scratch Detalles                          | Yauheni Karaliok                                                        | Thomas Denis                                                             | Thomas Sexton                                                         |
| Madison Detalles                          | Irlanda Mark Downey Felix English                                       | Dinamarca Casper Pedersen Julius Johansen                                | Nueva Zelanda Thomas Sexton Campbell Stewart                          |

### Femeninos
| Evento                                    | Ganadora                                                                 | Segunda                                                                           | Tercera                                                                     |
| Glasgow (4 al 6 de noviembre de 2016)     | Glasgow (4 al 6 de noviembre de 2016)                                    | Glasgow (4 al 6 de noviembre de 2016)                                             | Glasgow (4 al 6 de noviembre de 2016)                                       |
| ----------------------------------------- | ------------------------------------------------------------------------ | --------------------------------------------------------------------------------- | --------------------------------------------------------------------------- |
| Velocidad Detalles                        | Simona Krupeckaitė                                                       | Liubov Basova                                                                     | Tania Calvo                                                                 |
| Velocidad por equipos Detalles            | España Tania Calvo Helena Casas                                          | China Han Jun Liu Lili                                                            | Rusia Natalia Antonova Tatiana Kiseleva                                     |
| Persecución Individual Detalles           | Justyna Kaczkowska                                                       | Élise Delzenne                                                                    | Tatsiana Sharakova                                                          |
| Persecución por equipos Detalles          | Gran Bretaña Emily Kay Eleanor Dickinson Manon Lloyd Emily Nelson        | Italia Simona Frapporti Elisa Balsamo Maria Giulia Confalonieri Francesca Pattaro | Francia Roxane Fournier Laurie Berthon Élise Delzenne Coralie Demay         |
| Keirin Detalles                           | Simona Krupeckaitė                                                       | Liubov Basova                                                                     | Courtney Field                                                              |
| Òmnium Detalles                           | Emily Kay                                                                | Lotte Kopecky                                                                     | Tatsiana Sharakova                                                          |
| Scratch Detalles                          | Élise Delzenne                                                           | Minami Uwano                                                                      | Evgenia Romanyuta                                                           |
| Madison Detalles                          | Gran Bretaña Manon Lloyd Katie Archibald                                 | Francia Laurie Berthon Coralie Demay                                              | Rusia Maria Averina Diana Klimova                                           |
| Apeldoorn (11 al 13 de noviembre de 2016) |                                                                          |                                                                                   |                                                                             |
| Velocidad Detalles                        | Lee Wai Sze                                                              | Tania Calvo                                                                       | Laurine van Riessen                                                         |
| Velocidad por equipos Detalles            | España Tania Calvo Helena Casas                                          | Países Bajos Kyra Lamberink Shanne Braspennincx                                   | China Han Jun Liu Lili                                                      |
| 500 m contrarreloj Detalles               | Pauline Grabosch                                                         | Lee Wai Sze                                                                       | Tania Calvo                                                                 |
| Keirin Detalles                           | Liubov Basova                                                            | Nicky Degrendele                                                                  | Lee Wai Sze                                                                 |
| Carrera por puntos Detalles               | Elinor Barker                                                            | Minami Uwano                                                                      | Jarmila Machačová                                                           |
| Omnium Detalles                           | Kirsten Wild                                                             | Emily Kay                                                                         | Rachele Barbieri                                                            |
| Cali (17 al 19 de febrero de 2017)        |                                                                          |                                                                                   |                                                                             |
| Velocidad Detalles                        | Kristina Vogel                                                           | Anastasiya Vóinova                                                                | Daria Shmeleva                                                              |
| Velocidad por equipos Detalles            | Alemania Miriam Welte Kristina Vogel                                     | Gazprom-RusVelo Daria Shmeleva Anastasiya Vóinova                                 | España Tania Calvo Helena Casas                                             |
| Persecución por equipos Detalles          | Australia Amy Cure Ashlee Ankudinoff Alexandra Manly Rebecca Wiasak      | Italia Beatrice Bartelloni Simona Frapporti Francesca Pattaro Silvia Valsecchi    | Canadá Stephanie Roorda Ariane Bonhomme Laura Brown Kinley Gibson           |
| Keirin Detalles                           | Kristina Vogel                                                           | Martha Bayona                                                                     | Nicky Degrendele                                                            |
| Omnium Detalles                           | Lotte Kopecky                                                            | Emily Nelson                                                                      | Rachele Barbieri                                                            |
| Carrera por puntos Detalles               | Amy Cure                                                                 | Sarah Hammer                                                                      | Simona Frapporti                                                            |
| Scratch Detalles                          | Sarah Hammer                                                             | Evgenia Romanyuta                                                                 | Lydia Gurley                                                                |
| Los Ángeles (25 y 26 de febrero de 2017)  |                                                                          |                                                                                   |                                                                             |
| Velocidad Detalles                        | Kristina Vogel                                                           | Liubov Basova                                                                     | Anastasiya Vóinova                                                          |
| Velocidad por equipos Detalles            | Gazprom-RusVelo Anastasia Voinova Daria Shmeleva                         | Canadá Kate O'Brien Amelia Walsh                                                  | Korea Won-Gyeong Kim Hye-Jin Lee                                            |
| Persecución Individual Detalles           | Chloe Dygert                                                             | Ashlee Ankudinoff                                                                 | Jaime Nielsen                                                               |
| Persecución por equipos Detalles          | Estados Unidos Kelly Catlin Chloe Dygert Kimberly Geist Jennifer Valente | Nueva Zelanda Rushlee Buchanan Michaela Drummond Jaime Nielsen Racquel Sheath     | Canadá Laura Brown Jasmin Duehring-Glaesser Annie Foreman-Mackey Kirsti Lay |
| Keirin Detalles                           | Kristina Vogel                                                           | Martha Bayona                                                                     | Natasha Hansen                                                              |
| Scratch Detalles                          | Tetyana Klimchenko                                                       | Jasmin Duehring-Glaesser                                                          | Elinor Barker                                                               |
| Madison Detalles                          | Australia Alexandra Manly Amy Cure                                       | Nueva Zelanda Racquel Sheath Michaela Drummond                                    | Italia Maria Giulia Confalonieri Rachele Barbieri                           |

## Clasificaciones finales
- Las clasificaciones finalizaron de la siguiente forma:[2]

### Países
| Pos | País/Equipo  | Glasgow | Apeldoorn | Cali   | Los Ángeles | Total   |
| --- | ------------ | ------- | --------- | ------ | ----------- | ------- |
| 1.  | Francia      | 5680,0  | 4175,0    | 5032,5 | 4597,5      | 19485,0 |
| 2.  | Rusia        | 4550,0  | 3645,0    | 5045,0 | 3365,0      | 16605,0 |
| 3.  | Polonia      | 4350,0  | 3322,5    | 4295,0 | 3491,0      | 15458,5 |
| 4.  | Ucrania      | 4110,0  | 4040,0    | 2685,0 | 3860,0      | 14695,0 |
| 5.  | Gran Bretaña | 5800,0  | 5915,0    | 1730,0 | 1050,0      | 14495,0 |
| 6.  | Alemania     | 3522,5  | 3356,0    | 3935,0 | 3275,0      | 14088,5 |
| 7.  | Italia       | 3675,0  | 3265,0    | 3960,0 | 2930,0      | 13830,0 |
| 8.  | España       | 3937,5  | 4737,5    | 3700,0 | 1443,5      | 13818,5 |
| 9.  | Australia    | 3808,5  | 1923,5    | 4270,0 | 1865,0      | 11867,0 |
| 10. | Bélgica      | 3360,0  | 3455,0    | 3955,0 | 0           | 10770,0 |

### Masculinos
| Pos. | Ciclista           | GLA | APE | CAL | LA  | Pts  |
| 1.   | Andriy Vynokurov   | 400 | 500 | 300 | 325 | 1525 |
| 2.   | Kamil Kuczyński    | 500 | 450 | 250 | 275 | 1475 |
| 3.   | Pavel Yakushevskiy | 450 | 205 | 400 | 205 | 1260 |
| 4.   | Denis Dmitriev     | -   | -   | 500 | 500 | 100  |
| 5.   | Max Niederlag      | -   | -   | 450 | 450 | 900  |

| Pos. | Equipo   | GLA   | APE   | CAL   | LA    | Pts    |
| 1.   | Alemania | 562,5 | 600   | 750   | 675   | 2587,5 |
| 2.   | Francia  | 675   | 675   | 562,5 | 562,5 | 2475   |
| 3.   | Polonia  | 600   | 307,5 | 675   | 600   | 2182,5 |
| 4.   | Rusia    | 525   | 525   | 600   | 525   | 2175   |
| 5.   | España   | 487,5 | 562,5 | 525   | 307,5 | 1882,5 |

| Pos. | Equipo  | GLA | APE | CAL | Pts  |
| 1.   | Francia | 900 | 800 | 650 | 2350 |
| 2.   | Bélgica | 700 | 900 | 600 | 2200 |
| 3.   | Rusia   | 550 | 650 | 800 | 2000 |
| 4.   | Polonia | 650 | 750 | 500 | 1900 |
| 5.   | Suiza   | 750 | 380 | 750 | 1880 |

| Pos. | Ciclista            | GLA | Pts |
| 1.   | Sylvain Chavanel    | 500 | 500 |
| 2.   | Daniel Staniszewski | 450 | 450 |
| 3.   | Dion Beukeboom      | 400 | 400 |
| 4.   | Leif Lampater       | 375 | 375 |
| 5.   | Artyom Zakharov     | 350 | 350 |

| Pos. | Equipo  | GLA | APE | CAL | LA  | Pts  |
| 1.   | Italia  | 375 | 450 | 350 | 190 | 1365 |
| 2.   | Suiza   | 300 | 375 | 250 | 375 | 1300 |
| 3.   | Francia | 350 | 325 | 300 | 325 | 1300 |
| 4.   | Bélgica | 400 | 500 | 375 | -   | 1275 |
| 5.   | Irlanda | -   | 300 | 450 | 500 | 1250 |

| Pos. | Ciclista           | APE | CAL | LA  | Pts  |
| 1.   | Szymon Sajnok      | 500 | 325 | 500 | 1325 |
| 2.   | Christopher Latham | 350 | -   | 350 | 700  |
| 3.   | Morgan Kneisky     | -   | 300 | 350 | 650  |
| 4.   | Park Sang-hoon     | -   | 205 | 400 | 605  |
| 5.   | Sam Welsford       | -   | 500 | -   | 500  |

| Pos. | Ciclista         | GLA | APE | CAL | LA  | Pts  |
| 1.   | Tomáš Bábek      | 500 | 500 | 400 | -   | 1400 |
| 2.   | Vasilijus Lendel | 450 | 350 | 300 | 275 | 1375 |
| 3.   | Andrii Vynokurov | 300 | 450 | 275 | 300 | 1325 |
| 4.   | Muhammad Sahrom  | 275 | 275 | 175 | 400 | 1125 |
| 5.   | Lewis Oliva      | 400 | 325 | -   | 375 | 1100 |

| Pos. | Ciclista             | APE | LA  | Pts |
| 1.   | Yauheni Karaliok     | 325 | 500 | 825 |
| 2.   | Felix English        | 375 | 375 | 750 |
| 3.   | Raman Ramanau        | 500 | 120 | 620 |
| 4.   | Maksim Piskunov      | 350 | 175 | 525 |
| 5.   | Francesco Castegnaro | 190 | 300 | 490 |

| Pos. | Ciclista              | GLA | APE | CAL | Pts  |
| 1.   | Mark Downey           | -   | 500 | 500 | 1000 |
| 2.   | Eloy Teruel           | 275 | 325 | 375 | 975  |
| 3.   | Kenny De Ketele       | 350 | 350 | -   | 700  |
| 4.   | Raman Ramanau         | 190 | 275 | 225 | 690  |
| 5.   | Sultanmurat Miraliyev | 250 | 400 | -   | 650  |

### Femeninos
| Pos. | Ciclista        | GLA | APE | CAL | LA  | Pts  |
| 1.   | Olena Starikova | 190 | 375 | 225 | 375 | 1165 |
| 2.   | Tania Calvo     | 400 | 450 | 300 | -   | 1150 |
| 3.   | Kristina Vogel  | -   | -   | 500 | 500 | 1000 |
| 4.   | Jun han         | 300 | 145 | 275 | 275 | 995  |
| 5.   | Migle Marozaite | 325 | 205 | 325 | 120 | 975  |

| Pos. | Equipo          | GLA | APE | CAL | LA  | Pts  |
| 1.   | España          | 500 | 500 | 400 | 190 | 1590 |
| 2.   | China           | 450 | 400 | 275 | 350 | 1475 |
| 3.   | Italia          | 300 | 250 | 225 | 250 | 1025 |
| 4.   | Gazprom-RusVelo | -   | -   | 450 | 500 | 950  |
| 5.   | Estados Unidos  | 350 | 300 | -   | 225 | 875  |

| Pos. | Equipo      | GLA  | CAL | LA  | Pts  |
| 1.   | Italia      | 900  | 900 | 750 | 2550 |
| 2.   | Francia     | 800  | 750 | 700 | 2250 |
| 3.   | Polonia     | 750  | 600 | 650 | 2000 |
| 4.   | Reino Unido | 1000 | 700 | -   | 1700 |
| 5.   | Canadá      | -    | 800 | 800 | 1600 |

| Pos. | Ciclista         | APE | CAL | LA | Pts |
| 1.   | Pauline Grabosch | 500 | -   | -  | 500 |
| 2.   | Lee Wai-sze      | 450 | -   | -  | 450 |
| 3.   | Tania Calvo      | 400 | -   | -  | 400 |
| 4.   | Kyra Lamberink   | 375 | -   | -  | 375 |
| 5.   | Olena Starikova  | 350 | -   | -  | 350 |

| Pos. | Equipo       | GLA | CAL | LA  | Pts |
| 1.   | Gran Bretaña | 500 | -   | 350 | 850 |
| 2.   | Francia      | 450 | -   | 375 | 825 |
| 3.   | Australia    | 250 | -   | 500 | 750 |
| 4.   | Rusia        | 400 | -   | 325 | 725 |
| 5.   | Italia       | 300 | -   | 400 | 700 |

| Pos. | Ciclista           | GLA | APE | CAL | LA | Pts |
| 1.   | Emily Kay          | 500 | 450 | -   | -  | 950 |
| 2.   | Lotte Kopecky      | 450 | 375 | -   | -  | 825 |
| 3.   | Tatsiana Sharakova | 400 | 300 | -   | -  | 700 |
| 4.   | Yumi Kajihara      | 375 | 190 | -   | -  | 565 |
| 5.   | Anita Stenberg     | 250 | 275 | -   | -  | 525 |

| Pos. | Ciclista         | GLA | APE | CAL | LA  | Pts  |
| 1.   | Liubov Basova    | 450 | 500 | -   | 375 | 1325 |
| 2.   | Nicky Degrendele | 375 | 450 | 400 | -   | 1225 |
| 3.   | Lili Liu         | 190 | 350 | 375 | 175 | 1090 |
| 4.   | Tatiana Kiseleva | 350 | 225 | 145 | 300 | 1020 |
| 5.   | Kristina Vogel   | -   | -   | 500 | 500 | 1000 |

| Pos. | Ciclista           | GLA | CAL | LA  | Pts |
| 1.   | Evgenia Romanyuta  | 400 | 450 | -   | 850 |
| 2.   | Tetyana Klimchenko | -   | 325 | 500 | 825 |
| 3.   | Lydia Gurley       | 375 | 400 | -   | 775 |
| 4.   | Élise Delzenne     | 500 | -   | 225 | 725 |
| 5.   | Rachele Barbieri   | -   | 350 | 375 | 725 |

| Pos. | Ciclista          | APE | CAL | LA | Pts |
| 1.   | Elinor Barker     | 500 | -   | -  | 500 |
| 2.   | Minami Uwano      | 450 | -   | -  | 450 |
| 3.   | Jarmila Machačová | 400 | -   | -  | 400 |
| 4.   | Emily Nelson      | 375 | -   | -  | 375 |
| 5.   | Gulnaz Badikova   | 350 | -   | -  | 350 |